# Marcel A. Farinelli
Marcel A. Farinelli   (l'Alguer, 1978) és un historiador alguerès que resideix a Barcelona. És especialista en la història contemporània de les illes de Sardenya i Còrsega i ha estudiat a fons les relacions entre aquests territoris.

## Obra publicada
- El feixisme a l'Alguer.  Barcelona: Angle, 2010. ISBN 978-84-92758-78-4.[3]
- Història de l'Alguer.  Barcelona: Llibres de l'Índex, 2014. ISBN 978-84-942334-0-1.[4]
- Antoni Simon Mossa, l’Alguer i Sardenya durant el franquisme.  Rafael Dalmau, Editor, 2023. ISBN 9788423208944.